# Волынская краткая летопись
Волынская краткая летопись — условное название литературного памятника, входящего в состав Супрасльской летописи начала XVI в., найденной в Супрасльском монастыре (ныне терр. Польши, вблизи г. Белосток). Летопись охватывает события с 1487 до 1500 годы. Создателем её был, очевидно, священник кафедрального собора во Владимире (ныне Владимир-Волынский), близкий к владимирскому епископу Вассиану. Круг интересов автора не выходит за пределы Волыни и Подолья. Его внимание привлекли преимущественно два сюжета: борьба Волыни против ордынской агрессии и события церковной истории, прежде всего избрания киевским митрополитом Макария в 1495 году и его трагическая гибель. Особенно выделяется рассказ о событиях 1496-97 годов, при описании которых автор использовал и свои впечатления, и свидетельства других очевидцев. К ВКЛ была присоединена не раньше 1515 года «похвала» кн. К. Острожскому, великому гетману литовскому. Автор сравнивает князя с Антиохом, полководцем Александра Македонского, армянским царем Тиграном II Великим, библейскими героями. Летопись хранится в Российском гос. архиве древних актов в Москве (ф. 181, оп. 1, № 21, 26).